# Ronil Kumar
Ronil Kumar (manchmal auch Roneel Kumar; * 29. November 1984 in Fidschi) ist ein ehemaliger fidschianischer Fußballspieler auf der Position eines Mittelfeldspielers.
Er ist der Bruder von Salesh Kumar, der ebenfalls als fidschianischer Fußballnationalspieler aktiv ist.

## Karriere

### Vereinskarriere
Kumars erste bekannte Station nach seiner Ausbildung am DAV College war der Ba FC in der Provinz Ba auf der Insel Viti Levu. Im gleichnamigen Hauptort der Provinz kam er im Jahre 2006 ein Mal zum Torerfolg und feierte zudem mit der Mannschaft einige Erfolge. Zum einen wurde die Mannschaft 2006 Meister der fidschianischen National Football League, als sie am 6. August 2006 den Suva FC im Finalspiel mit 2:1 bezwang und Kumar dabei den zweiten Treffer für sein Team erzielte, zum anderen gewann die Mannschaft im gleichen Jahr die fidschianische Inter-District Championship sowie das fidschianische Battle of the Giants. Außerdem gewann die Mannschaft nach einem 3:0-Sieg über den Suva FC zum zwanzigsten Mal in der Vereinsgeschichte den fidschianischen Fußballpokal.
Nach den Erfolgen im Jahre 2006 wechselte Kumar zu Beginn des Jahres 2007 nach Neuseeland zum unterklassig spielenden und ehemals sehr erfolgreichen Klub Waitakere City FC. Danach wechselte er noch im selben Jahr zu Waitakere United, einem Klub mit Spielbetrieb in der New Zealand Football Championship, der höchsten Spielklasse im neuseeländischen Fußball. Bei Waitakere United spielte er unter anderem mit seinem Landsmann Roy Krishna, aber auch mit Spielen wie Commins Menapi, Benjamin Totori, Danny Hay oder Neil Emblen zusammen.
In der Saison 2007/08 konnte Kumar mit dem Team mit einem Punkt Abstand auf den Auckland City FC den Meistertitel feiern. Dabei rangierte Waitakere United in der Minor Premiership wie auch in der League Championship auf dem ersten Tabellenplatz. Im Verlauf des Ligageschehens traf Ronil auf seinen Bruder Salesh, der zu diesem Zeitpunkt als Spieler beim Vizemeister aus Auckland unter Vertrag stand. Weiters nahm er mit der Mannschaft an der OFC Champions League der Spielzeit 2007/08 teil und gewann dort im Finale mit einem Gesamtscore von 8:1 aus Hin- und Rückspiel gegen den Kossa FC von den Salomonen.
Nach seinem eher kurzen Gastspiel in Waitakere City kehrte der zentrale Mittelfeldspieler im Jahre 2008 wieder zu seinem Stammklub zurück und kam dabei bis dato (28. März 2010) im Ligageschehen vier Mal zum Torerfolg. Des Weiteren wurde er mit der Mannschaft im Spieljahr 2008 noch Meister der fidschianischen NFL und konnte zudem den Erhalt des fidschianischen Fußballpokals und den Sieg im „Battle of the Giants“ feiern. Nachdem die Mannschaft im Spieljahr 2009 einen kleinen Formeinbruch hatte und in der Endtabelle der Liga nur auf dem dritten Tabellenplatz rangierte, konnte mit dem Sieg im Battle of the Giants '09 ein dennoch wesentlicher Erfolg gefeiert werden.

### International
Nachdem er im Jahre 2002 für die U-17-Nationalmannschaft seines Heimatlandes im Einsatz war, kam Kumar 2004 in die U-23-Auswahl von Fidschi. Erst im Folgejahr wurde er auch im U-20-Nationalteam aufgenommen und stand zugleich in deren Kader, der in der Qualifikation zur Junioren-Fußballweltmeisterschaft 2003 antrat. Dabei wurde in zwei Gruppen (A und B) gespielt; während Australien in der Gruppe A klar dominierte, war es in Gruppe B die fidschianische Juniorenauswahl, die mit einer Tordifferenz von 14:1 ins Qualifikations-Play-off einzog. Dabei trafen die beiden Gruppenersten im direkten Duell aufeinander, um so den Teilnehmer an der Junioren-WM zu ermitteln. Hierbei gewannen die Australier klar mit einem Gesamtscore von 15:0 aus Hin- und Rückspiel. Ronil Kumar erzielte in der gesamten Qualifikation einen Treffer für sein Heimatland.
Sein A-Nationalteamdebüt gab der damals 22-Jährige während der South Pacific Games des Jahres 2007. Im Fußballturnier der Veranstaltung dominierte die Mannschaft aus Fidschi klar und gewann die Gruppe A mit einem Gesamttordifferenz von 25:1 aus vier Spielen. Kumar debütierte dabei am 25. August beim 16:0-Kantersieg über die tuvaluische Fußballauswahl, als er von Beginn an auf dem Feld stand und ab der 64. Spielminute durch lvin Avinesh ersetzt wurde. Die hohe Niederlage von Tuvalu bedeutete die zweithöchste seit deren 0:18-Untergang gegen Tahiti im allerersten Länderspiel Tuvalus im Jahre 1979.
Addiert man Kumars Einsätze während der Südpazifik-Spiel und dem OFC-Nationen-Pokal 2008, kommt man auf eine Bilanz von insgesamt elf Länderspielen, die allesamt als Qualifikation für die Fußball-Weltmeisterschaft 2010 dienten. Beim OFC-Nationen-Pokal 2008 schied er mit dem fidschianischen Fußballnationalteam in der Gruppenphase (zweite Runde) als Gruppendritter aus.

## Erfolge

### Mit dem Ba FC
- 3× Sieger des fidschianischen Battle of the Giants: 2006, 2008, 2009
- 2× Meister der fidschianischen National Football League: 2006, 2008
- 2× Fidschianischer-Fußballpokal-Sieger: 2006, 2008
- 1× Sieger der fidschianischen Inter-District Championship: 2006

### Mit Waitakere United
- 1× Meister New Zealand Football Championship: 2007/08
- 1× OFC-Champions-League-Sieger: 2007/08

### Mit der Nationalmannschaft
- 1× Finalist beim Fußballturnier der South Pacific Games 2007